# Коломыцева, Евдокия Александровна
Евдокия Александровна Коломыцева (9 марта 1927 — 1 ноября 1985) — передовик советского народного образования и просвещения, учитель средней школы № 3 имени Нариманова, города Ахунбабаев Андижанской области, Герой Социалистического Труда (1978).

## Биография
Родилась 9 марта 1927 года в селе Гончаровка ныне Подгорненского района Воронежской области в русской крестьянской семье. В 1936 году вся её семья переехала жить в Киргизию, проживали в селе Новопавловка (ныне – Сокулукского района Чуйской области). Здесь завершила обучение в средней общеобразовательной школе.
В 1948 году успешно завершила обучение в Киргизском педагогическом институте в городе Фрунзе (ныне – Бишкек), получила специальность учитель биологии и химии. Работать педагогом начала в школе №18 колхоза имени Жданова Джалакудукского района Андижанской области Узбекистана.
С 1940 года продолжила свою педагогическую деятельность учителем химии и биологии в школе №1 имени Сталина в селении Суфи-Кишлак (с 1975 года – город Ахунбабаев, ныне – Джалакудук) Андижанской области. В 1950 году перешла на работу в школу №3 имени Нариманова. В этом образовательном учреждении работала до конца своей трудовой деятельности. В 1962 году заочно завершила обучение в Андижанском педагогическом институте, получила специальность «учитель английского языка». На протяжении длительного времени преподавала не только биологию и химию, но и английский. Многие её ученики становились призёрами Олимпиад по химии на районных и даже всесоюзных мероприятиях. 
За большие заслуги в деле обучения и коммунистического воспитания учащихся, Указом Президиума Верховного Совета СССР от 27 июня 1978 года Евдокии Александровне Коломыцевой было присвоено звание Героя Социалистического Труда с вручением ордена Ленина и золотой медали «Серп и Молот».
Активно занималась общественной деятельностью. Избиралась депутатом местного[какого?] Совета народных депутатов.
Проживала в городе Ахунбабаев. Умерла 1 ноября 1985 года.

## Награды
За трудовые успехи была удостоена:
- золотая звезда «Серп и Молот» (27.06.1978);
- орден Ленина (27.06.1978);
- Орден Трудового Красного Знамени (20.07.1971),
- Медаль «Ветеран труда»,
- другие медали.
- Медаль Материнства.